# Geza Erniša

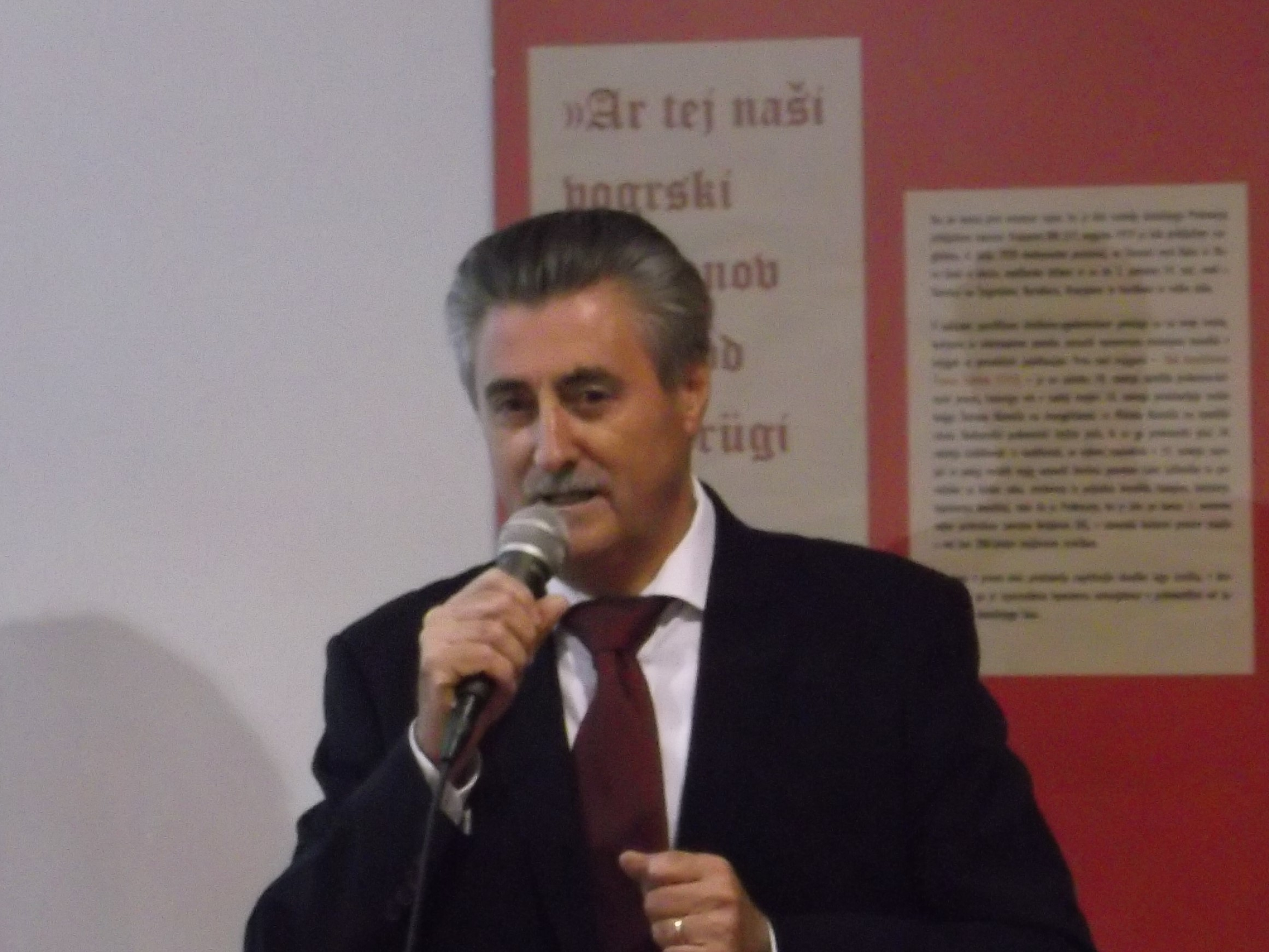
Geza Erniša, 2015

Geza Erniša (1. Februar 1952 in Tešanovci, Gemeinde Moravske Toplice, Sozialistische Republik Slowenien; † 1. Juni 2022 in Murska Sobota, Slowenien) war ein slowenischer lutherischer Geistlicher. Er leitete 18 Jahre lang die Evangelische Kirche Augsburgischen Bekenntnisses in Slowenien, von 2002 bis 2013 als Bischof.
Erniša studierte ab 1972 Evangelische Theologie an der Comenius-Universität Bratislava. 1976/77 verbrachte er zwei Semester an der Theologischen Fakultät der Friedrich-Alexander-Universität Erlangen-Nürnberg. Seine erste Pfarrstelle trat er 1980 in der Gemeinde in Gornji Slaveči an. 1995 wurde er zum Senior seiner Kirche gewählt. Von 1997 bis zu seinem Ruhestand wirkte er als Pfarrer in Moravske Toplice. Nachdem durch eine Änderung der Kirchenverfassung das Bischofsamt in der Evangelischen Kirche A. B. in Slowenien eingeführt worden war, übernahm Erniša dieses Amt, das er weiterhin nebenamtlich ausübte. 
Mit dem Ausscheiden aus dem Bischofsamt im Dezember 2013 wurde er zum Ehrenbischof ernannt. Im selben Jahr verlieh der Präsident der Republik Slowenien, Borut Pahor, ihm den Silbernen Verdienstorden. Er war auch Ehrenbürger der Gemeinde Moravske Toplice.
Erniša engagierte sich auch in der internationalen Ökumene, vor allem im Gustav-Adolf-Werk und im Lutherischen Weltbund (von 2010 bis 2017 Mitglied des Rates).
Sein Sohn Aleksander Erniša (* 1980) wurde ebenfalls Pfarrer; 2025 wurde er zum Bischof der Evangelischen Kirche A. B. in Slowenien gewählt.